# Abdulgadir Idriss
Abdulgadir Idriss (* 25. Mai 1988) ist ein ehemaliger sudanesischer Hürdenläufer, der sich auf die 400-Meter-Distanz spezialisiert hat.

## Sportliche Laufbahn
Erste internationale Erfahrungen sammelte Abdulgadir Idriss vermutlich im Jahr 2005, als er bei den erstmals ausgetragenen Islamic Solidarity Games in Mekka in 52,47 s den fünften Platz über 400 m Hürden belegte und mit der sudanesischen 4-mal-400-Meter-Staffel in 3:08,81 min die Silbermedaille hinter dem Team aus Saudi-Arabien gewann. Anschließend startete er bei den Jugendweltmeisterschaften in Marrakesch sowie bei den Juniorenafrikameisterschaften in Radès, wurde aber nachträglich bei beiden Veranstaltungen aufgrund eines positiven Dopingtests disqualifiziert. 2008 schied er bei den Afrikameisterschaften in Addis Abeba mit 53,84 s im Vorlauf über 400 m Hürden aus und im Jahr darauf schied er bei der Sommer-Universiade in Belgrad mit 53,51 s im Halbfinale aus. 2011 belegte er bei den Afrikaspielen in Maputo in 53,45 s den achten Platz und anschließend gewann er bei den Arabischen Meisterschaften in al-Ain in 51,59 s die Silbermedaille hinter dem Algerier Abderahmane Hamadi. Daraufhin verpasste er bei den Panarabischen Spielen in Doha mit 56,15 s den Finaleinzug. 2013 belegte er bei den Arabischen Meisterschaften ebendort in 52,94 s den sechsten Platz und beendete daraufhin seine aktive sportliche Karriere im Alter von 25 Jahren.